# Cathédrale Notre-Dame-de-la-Seds de Toulon
Pour les articles homonymes, voir Cathédrale Notre-Dame-de-la-Sède.
La cathédrale Notre-Dame-de-la-Seds de Toulon, dite aussi Sainte-Marie-de-la-Seds ou Sainte-Marie-Majeure, est une cathédrale catholique située à Toulon, dans le département du Var. Elle est le siège du diocèse de Toulon, érigé au Ve siècle. L'édifice actuel est d'architecture romane du XIe siècle, remanié aux XVIIe et XVIIIe siècles, et classé monument historique depuis 1997.

## Historique
Commencée au Xe siècle, sous l'impulsion du comte de Provence Boson d'Arles qui désirait faire bâtir une église consacrée à la Vierge Marie, la cathédrale porte le nom de Sainte-Marie-de-la-Seds, qui vient du latin sedis signifiant « siège ». 
Au cours de l'hiver 1543-1544, sur ordre de François Ier, la ville de Toulon accueille les corsaires musulmans dirigés par l'amiral ottoman Khayr ad-Din Barberousse en attente de campagnes contre l'Italie, dans le cadre de l'alliance franco-ottomane. A cette occasion, plusieurs sources récentes affirment que la cathédrale a été transformée en mosquée. La ville fut en effet, durant cette période, surnommée la « petite Constantinople ». Cependant, une analyse poussée des sources montre clairement que ce n'est pas le cas : les historiens toulonnais du XIXe siècle, Dominique-Marie-Joseph Henry, le Dr Gustave Lambert et Octave Teissier n'en disent aucun mot, pas plus que le Livre du Chapitre de Toulon. Au contraire, les registres de la cathédrale, en ligne sur le site des Archives départementales du Var, indiquent la tenue d'une dizaine de baptêmes par mois pendant le séjour de Barberousse, soit autant qu'avant et après sa venue. Trois contemporains des événements, Jean Sleidan, Blaise de Montluc et le prêtre Jérôme Maurand, sont silencieux sur une éventuelle transformation de la cathédrale en mosquée. Voltaire écrit plutôt que Barberousse "fit changer une grande maison en mosquée".
La cathédrale présente des styles architecturaux hétérogènes. En effet, l'église romane a été agrandie de 1654 à 1659, englobant du même coup l'ancienne chapelle des Saintes-Reliques, construite au XVe siècle. 
La façade de la cathédrale, de style classique, a été édifiée de 1696 à 1701 selon les plans d'Albert Duparc qui a aussi emporté le marché de sculpture contre François Caravaque le 22 mai 1696, associé au sculpteur toulonnais Antoine Fleury, le clocher de 1737 à 1740.
Le monument renferme notamment un retable datant de 1682 et des tableaux des XVIIe et XVIIIe siècles.
La cathédrale Sainte-Marie-de-la-Seds a été inscrite Monument historique par arrêté du 16 novembre 1949, inscription annulée par un classement par arrêté du 14 novembre 1997.
Depuis 1957, elle est la cathédrale du diocèse de Fréjus-Toulon, regroupant les diocèses de Toulon et de Fréjus. La cathédrale est aussi couramment appelée Notre-Dame-de-la-Seds ou Sainte-Marie-Majeure.

## Architecture
Cette église comporte trois nefs d’inégale largeur et cinq travées sur une longueur de 50 mètres. La voûte est à croisée d’ogives. La grande nef se termine par un chevet plat et le chœur est de forme rectangulaire. Ses murs portent depuis 1864 des fresques du peintre seynois Ludovic Bonifay, Moïse et Elie et Les douze apôtres.

### Chapelles

#### Chapelle de la Vierge (à gauche de la nef centrale)
Elle abrite le retable et la statue de la Vierge en bois doré de Vian de Pignans (1838), et des tableaux de Pierre Puget (L’Annonciation, 1650), de Damery-Walter (La Vierge au Carmel, 1664) et de Jacques Voltaire (L’adoration du Saint Sacrement, 1745).

#### Chapelle du Corpus Domini (à droite de la nef centrale)

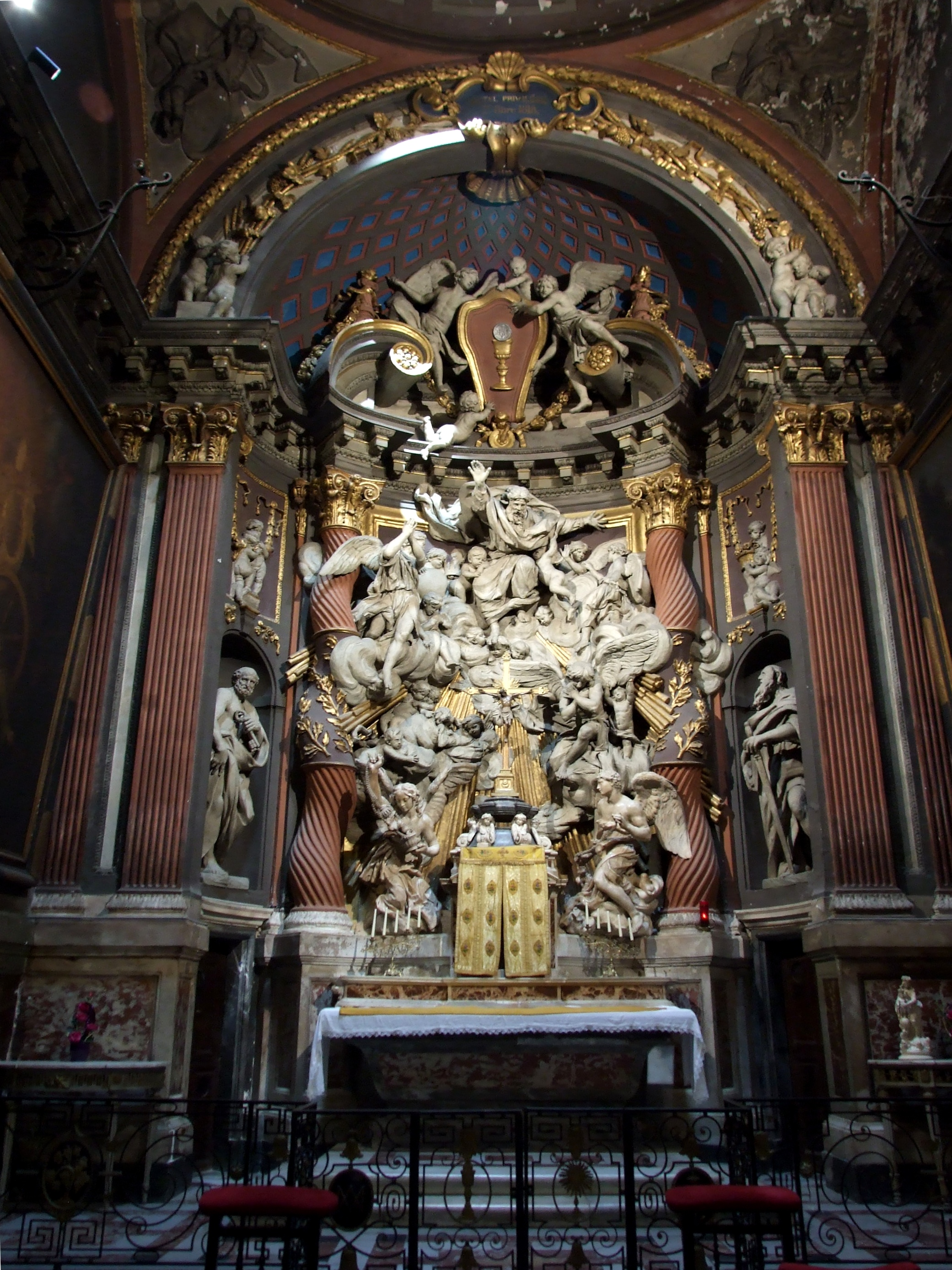
Retable de Christophe Veyrier.

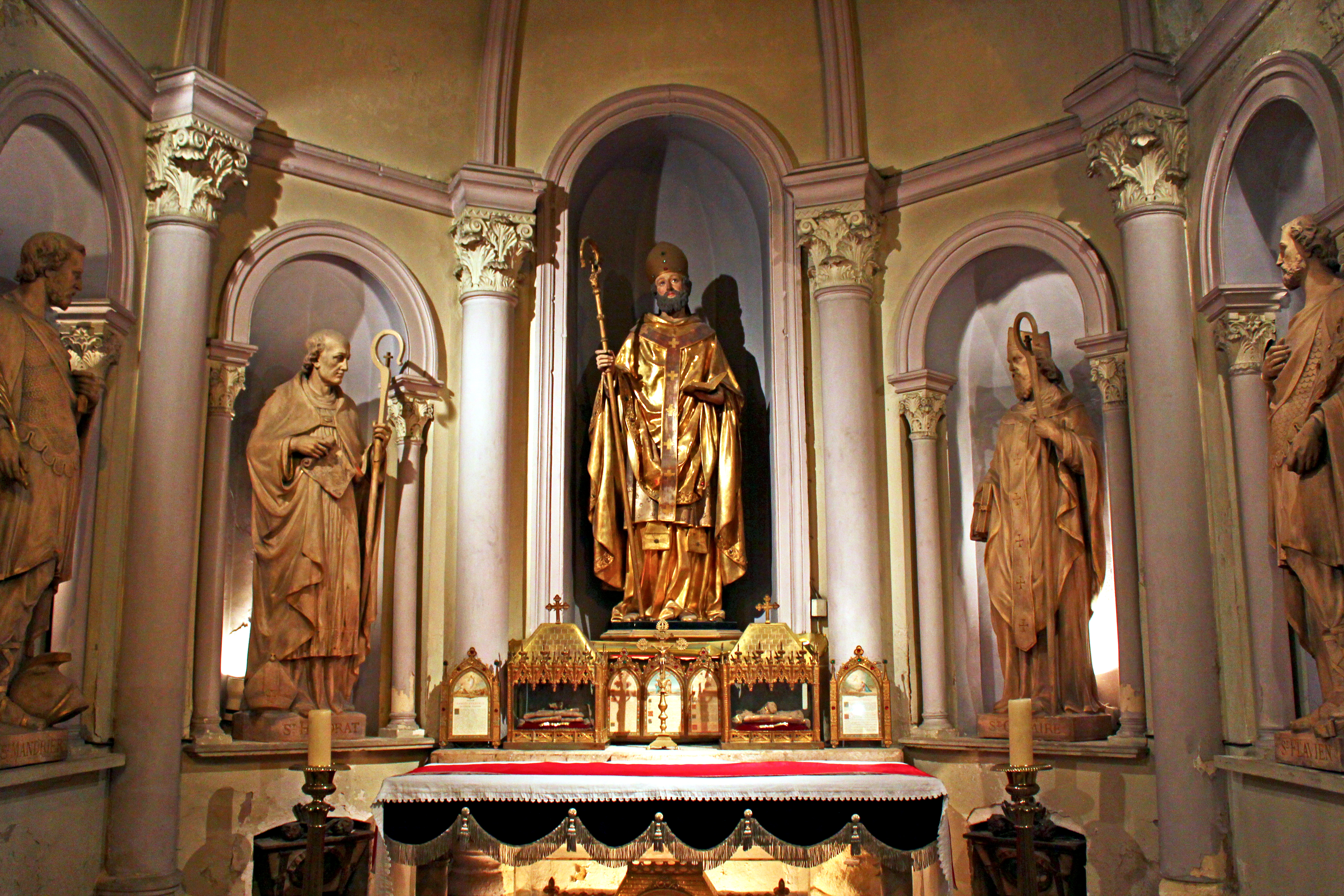
Chapelle Saint-Cyprien.

Initialement de Puget, le retable en bois, détruit en 1681 par un incendie, est remplacé par un ensemble en marbre et en stuc de la main d'un de ses élèves, Christophe Veyrier. Deux grands tableaux, Le Triomphe de l’Eucharistie de Jean-Baptiste van Loo et Le Sacrifice de Melchisédech de Jean-Baptiste Achard, sont surmontés d'une sculpture en bas-relief provenant du maître-autel de 1746 et déplacée lors de la réalisation de celui de 1863.

#### Chapelle Saint-Joseph
Ancienne abside, elle comporte le tableau Saint Roch priant pour les pestiférés de Pierre Puget.

#### Chapelle du Saint-Cœur-de-Marie
Appelée aussi chapelle Sainte-Anne, elle comporte également une toile de Pierre Puget : La Vision de Saint Félix de Cantalice", originellement pour l’église des Capucins, donnée à la cathédrale après la Révolution.

#### Chapelle de la tombe des évêques et chapelle Saint-Cyprien
Elles se font face en bas de la nef.

### Autres éléments architecturaux

#### Sanctuaire
Il comporte un autel plat qui remplace depuis 1961 celui de 1864 dont il reste un bas-relief et un chœur entouré de stalles également de Bernard Sénéquier (1784-1868).
La chaire est également de Sénéquier (1829) et les statuettes et le médaillon représentant saint Augustin sont du sculpteur toulonnais Joseph Louis Hubac, maître-sculpteur de la Marine.

#### Vitraux
Détruits au cours de la Seconde Guerre mondiale, ils comportent aujourd'hui des œuvres de facture moderne.

### Orgues et cloches

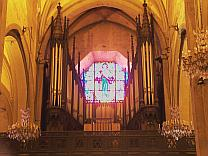
orgues

#### Orgues
La tribune reçoit un grand orgue, datant de 1851 et installé par la maison Frédéric Junk de Toulouse (entièrement rénové en 1965).

#### Cloches
Le clocher de la cathédrale compte quatre cloches datant du XVIe au début du XIXe siècle,.

## Maîtres de musique
- André Campra
- Esprit Antoine Blanchard